# Goede Herderkerk (Tilburg)
De Goede Herderkerk was een parochiekerk in de Noord-Brabantse stad Tilburg. De kerk was gelegen aan de Postelse Hoeflaan 246.

## Geschiedenis
Deze kerk, ontworpen door Jan Strik, werd in 1961 in gebruik genomen voor de parochie van de wijk 't Zand. Er ontstonden in de wijk nog een tweetal andere parochies. Deze fuseerden, waarna in 1984 de Sint-Lucaskerk de parochiekerk werd. De Goede Herderkerk stond nog enige tijd leeg, om in 1986 te worden gesloopt. Hergebruik werd wel overwogen, maar ketste onder meer af op de hoge onderhoudskosten van het in slechte staat verkerende bouwwerk.
De gelovigen konden hierna nog enige tijd gebruik maken van een kerkzaal aan de Isidorusstraat 6, maar in 1993 sloot ook deze zaal.

## Gebouw
De Goede Herderkerk was een grote parochiekerk. Het was een laag gebouw met plat dak. Er naast stond een hoge ronde bakstenen toren, die Magere Josje werd genoemd evenals de soortgelijke toren van de Maria Reginakerk te Boxtel, van dezelfde architect. Het ensemble van het lage gebouw en de als een fabrieksschoorsteen ogende toren werd wel de bidfabriek genoemd.